# Santa Helena Construtora
Santa Helena Construtora é uma empresa brasileira do setor de edificações sediada em Salvador, capital do estado da Bahia. Pertence à Rede Bahia. Segundo dados do início do século XXI, já posuiu faturamento médio anual entre 15 e 20 milhões de reais. Entre os empreendimentos realizados, destaca-se o arranha-céu Mansão Margarida Costa Pinto, no Corredor da Vitória, que é o segundo prédio mais alto da capital baiana, com 154 metros.

## História
A Santa Helena foi criada em 28 de julho de 1975 por Antônio Carlos Magalhães (ACM), atuando como uma incorporadora. Foi a primeira empresa de propriedade da Família Magalhães. Luís Eduardo Magalhães, filho do fundador, foi o primeiro presidente do Conselho de Administração da empresa, de 1973 a 1975, enquanto Félix Mendonça, engenheiro civil e ex-deputado estadual pelo ARENA, ocupou o cargo de engenheiro de produção de 1972 a 1975. Em 1982, a Santa Helena passou a atuar também como construtora.
Em julho de 1999, uma reportagem publicada na revista IstoÉ afirmou que a Santa Helena Construtora teria sido fruto da "ajuda de um empréstimo a juros módicos liberado pelo banqueiro Ângelo Calmon de Sá", então administrador do Banco Econômico, durante um período de "meteórica experiência empresarial" de ACM durante a década de 1970.
Em junho de 2000, a Santa Helena Construtora tornou-se uma das três primeiras empresas baianas do subsetor de edificações da indústria da construção civil a conquistar a certificação de gestão da qualidade total ISO 9002, concedido pela Organização Internacional para Padronização.

Antigo logo da empresa, utilizado até 2024.

Após a morte de ACM, ocorrida em 20 de julho de 2007, a imobiliária e incorporadora, junto a outros patrimônios da herança deixada por ele, foram objeto de conflito judicial entre sua filha Tereza Mata Pires (e o marido César Mata Pires, dono da construtora OAS) e outros familiares (a viúva Arlete Maron Magalhães, Antônio Carlos Magalhães Júnior e os filhos do falecido Luís Eduardo Magalhães).

## Empreendimentos
A Santa Helena Construtora foi responsável pela construção, dentre outros, dos seguintes empreendimentos:
- Condomínio Moradas do Farol
- Condomínio Palazzo Residencial
- Condomínio Praia do Forte Residencial
- Condomínio Quatro Rodas Golf Residencial
- Condomínio Residencial Quatro Rodas
- Condomínio Reserva Timeantube
- Condomínio Village das Acácias
- Condomínio Vivendas do Farol
- Edifício Calazans Neto
- Edifício Bahia Center
- Edifício Barão da Palma
- Edifício Bosque da Centenário
- Edifício Mares da Pituba
- Edifício Morada Real do Horto
- Edifício Paulo Nunes
- Edifício Palazzo Savóia
- Edifício Pituba Privilege
- Edifício Praia da Pituba
- Edifício Star Life 28
- Edifício Terrazzo Castellamare
- Edifício Terrazzo San Lazzaro
- Edifício Villa Costeira
- Edifício Villa dos Coqueiros
- Edifício Villa do Iguatemi
- Edifício Villa de Malta
- Edifício Villa de Mônaco
- Edifício Villa Verona
- Hospedaria Porto Trapiche Residence
- Mansão Margarida Costa Pinto
- Reserva Praia do Forte
- Sede da Rede Bahia
- Sede da TV Oeste
- Sede da TV São Francisco